# Heligmonevra bigoti
Heligmonevra bigoti är en tvåvingeart som beskrevs av Joseph och Parui 1984. Heligmonevra bigoti ingår i släktet Heligmonevra och familjen rovflugor. Inga underarter finns listade i Catalogue of Life.